# Cryptolabis alticola
Cryptolabis alticola är en tvåvingeart som beskrevs av Alexander 1944. Cryptolabis alticola ingår i släktet Cryptolabis och familjen småharkrankar.
Artens utbredningsområde är Ecuador. Inga underarter finns listade i Catalogue of Life.